# Ministre des Finances (Irlande)
Pour l’article homonyme, voir Ministre des Finances.
Le ministre des Finances (en anglais : Minister for Finance, en irlandais : An tAire Airgeadais) est le ministre chargé des finances publiques et de la fiscalité au sein du gouvernement de l'Irlande. Responsable de toutes les questions financières et monétaires de l'État, il dirige le département des Finances. Il est considéré comme le deuxième membre le plus important du gouvernement irlandais, après le Premier ministre.
Le titulaire de ce poste est Paschal Donohoe.

## Titulaires

### Actuel
Depuis le 23 janvier 2025, le ministre des Finances est Paschal Donohoe, du Fine Gael.
Il est assisté de :
- Michael W. D'Arcy, Secrétaire d'État au département des finances ;
- Patrick O'Donovan, Secrétaire d'État aux Marchés publics, au Gouvernement ouvert et à l'Administration numérique.

### Depuis 1919
- Évoque des ministres par intérim.

| No.   | Nom                             | Dates du mandat   | Dates du mandat   | Parti | Parti                |
| ----- | ------------------------------- | ----------------- | ----------------- | ----- | -------------------- |
| 1.    | Eoin MacNeill                   | 22 janvier 1919   | 1er avril 1919    |       | Sinn Féin            |
| 2.    | Michael Collins                 | 2 avril 1919      | 22 August 1922    |       | Sinn Féin            |
| 3.    | William T. Cosgrave par intérim | 17 juillet 1922   | 21 septembre 1923 |       | Sinn Féin pro-traité |
| 4.    | Ernest Blythe                   | 21 septembre 1923 | 9 mars 1932       |       | Cumann na nGaedheal  |
| 5.    | Seán MacEntee                   | 9 mars 1932       | 16 septembre 1939 |       | Fianna Fáil          |
| 6.    | Seán T. O'Kelly                 | 16 septembre 1939 | 14 juin 1945      |       | Fianna Fáil          |
| 7.    | Frank Aiken                     | 19 juin 1945      | 18 février 1948   |       | Fianna Fáil          |
| 8.    | Patrick McGilligan              | 18 février 1948   | 13 juin 1951      |       | Fine Gael            |
| (5.)  | Seán MacEntee                   | 13 juin 1951      | 2 juin 1954       |       | Fianna Fáil          |
| 9.    | Gerard Sweetman                 | 2 juin 1954       | 20 mars 1957      |       | Fine Gael            |
| 10.   | James Ryan                      | 20 mars 1957      | 21 avril 1965     |       | Fianna Fáil          |
| 11.   | Jack Lynch                      | 21 avril 1965     | 10 novembre 1966  |       | Fianna Fáil          |
| 12.   | Charles Haughey                 | 10 novembre 1966  | 7 mai 1970        |       | Fianna Fáil          |
| 13.   | George Colley                   | 9 mai 1970        | 14 mars 1973      |       | Fianna Fáil          |
| 14.   | Richie Ryan                     | 14 mars 1973      | 5 juillet 1977    |       | Fine Gael            |
| (13.) | George Colley                   | 5 juillet 1977    | 11 décembre 1979  |       | Fianna Fáil          |
| 15.   | Michael O'Kennedy               | 12 décembre 1979  | 16 décembre 1980  |       | Fianna Fáil          |
| 16.   | Gene Fitzgerald                 | 16 décembre 1980  | 30 juin 1981      |       | Fianna Fáil          |
| 17.   | John Bruton                     | 30 juin 1981      | 9 mars 1982       |       | Fine Gael            |
| 18.   | Ray MacSharry                   | 9 mars 1982       | 14 décembre 1982  |       | Fianna Fáil          |
| 19.   | Alan Dukes                      | 14 décembre 1982  | 14 février 1986   |       | Fine Gael            |
| (17.) | John Bruton                     | 14 février 1986   | 10 mars 1987      |       | Fine Gael            |
| (18.) | Ray MacSharry                   | 10 mars 1987      | 24 novembre 1988  |       | Fianna Fáil          |
| 20.   | Albert Reynolds                 | 24 novembre 1988  | 7 novembre 1991   |       | Fianna Fáil          |
|       | Charles Haughey par intérim     | 7 novembre 1991   | 14 novembre 1991  |       | Fianna Fáil          |
| 21.   | Bertie Ahern                    | 14 novembre 1991  | 15 décembre 1994  |       | Fianna Fáil          |
| 22.   | Ruairi Quinn                    | 15 décembre 1994  | 26 juin 1997      |       | Labour Party         |
| 23.   | Charlie McCreevy                | 26 juin 1997      | 29 septembre 2004 |       | Fianna Fáil          |
| 24.   | Brian Cowen                     | 29 septembre 2004 | 7 mai 2008        |       | Fianna Fáil          |
| 25.   | Brian Lenihan                   | 7 mai 2008        | 9 mars 2011       |       | Fianna Fáil          |
| 26.   | Michael Noonan                  | 9 mars 2011       | 14 juin 2017      |       | Fine Gael            |
| 27.   | Paschal Donohoe                 | 14 juin 2017      | 17 décembre 2022  |       | Fine Gael            |
| 28.   | Michael McGrath                 | 17 décembre 2022  | 26 juin 2024      |       | Fianna Fáil          |
| 29.   | Jack Chambers                   | 26 juin 2024      | 23 janvier 2025   |       | Fianna Fáil          |
| 30.   | Paschal Donohoe                 | 23 janvier 2025   | Mandat en cours   |       | Fine Gael            |

### Sources
- (en) Cet article est partiellement ou en totalité issu de l’article de Wikipédia en anglais intitulé « Minister for Finance (Ireland) » (voir la liste des auteurs).